# Občina Straža

Občina Straža - Jihovýchodní slovinský region

Občina Straža je jednou z 212 občin ve Slovinsku. Rozkládá se v Jihovýchodním slovinském regionu a je jednou ze 21 občin tohoto regionu. Její rozloha je 28,5 km² a v lednu 2016 zde žilo 3821 lidí. Správním centrem občiny je vesnice Straža. V občině je celkem 11 vesnic.

## Poloha, popis
Občinou protéká řeka Krka, v jejímž údolí je nadmořská výška zhruba od 160 do 200 m.
Sousedními občinami jsou: Mirna Peč na severu, Novo mesto na východě, Dolenjske Toplice na jihozápadě, Žužemberk na severozápadě.

## Vesnice v občině
Dolnje Mraševo, Drganja sela, Jurka vas, Loke, Podgora, Potok, Prapreče pri Straži, Rumanja vas, Straža, Vavta vas in Zalog.